# Atissa pygmaea
Atissa pygmaea är en tvåvingeart som först beskrevs av Alexander Henry Haliday 1833.  Atissa pygmaea ingår i släktet Atissa och familjen vattenflugor. Arten är reproducerande i Sverige. Inga underarter finns listade i Catalogue of Life.